# Croc 2: Kingdom of the Gobbo’s
Croc 2: Kingdom Of The Gobbo’s – kontynuacja gry Croc: Legend of the Gobbos, wydana w 1999 roku przez Fox Interactive. Gra była rozwijana przez Argonaut Software w latach 1998–1999.

## Historia
Gra zaczyna się po wydarzeniach poprzedniej części. Pewnej nocy, wynalazca Gobbo staje się świadkiem powrotu barona Dantego i zaraz po tym wydarzeniu zostaje przez niego schwytany. W międzyczasie Croc i jego przyjaciele bawią się na plaży, gdy nagle zauważają butelkę z listem. Okazuje się, że krokodylka poszukują jego dawno zaginieni rodzice. Gobbosy wysyłają Croca na wyspę, gdzie żyją inne Gobbosy, które powinny pomóc krokodylkowi.

## Rozgrywka
Gra posiada 46 poziomów. Składa się ona na cztery wioski (marynarzy, Kozaków, Indian i Inków), w której znajduje się pięć zwykłych poziomów, dwa poziomy wartowników i jeden sekretny poziom (wyjątek stanowi tu ostatnia z wiosek, w której znajduje się o jeden zwykły poziom mniej). W zaginionym świecie znajdują się trzy wioski po pięć krótkich poziomów.